# Arquidiocese de Santiago de Compostela

Localização da arquidiocese na Espanha

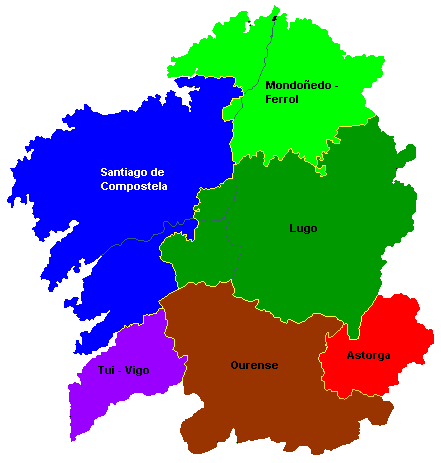
Dioceses da Galiza com a de Santiago de Compostela, em azul escuro

A Arquidiocese de Santiago de Compostela (em latim: Archidiœcesis Compostellana) é uma divisão eclesiástica da Igreja Católica na Espanha com sede na Catedral de Santiago de Compostela, em Santiago de Compostela, na Galiza. Foi elevada a arquidiocese em 1120, sendo sucessora da Diocese de Iria Flavia que, após o descobrimento do ataúde de Santiago Maior entre 820 e 830, tinha como residência do bispo a cidade de Compostela, embora oficialmente a sé só para lá tivesse sido trasladada em 1095.
A arquidiocese cobre uma superfície de 8 546 km² e segundo dados de 2004 viviam nela 1 287 118 pessoas. Dela dependem 1 069 paróquias, com 627 sacerdotes diocesanos e 141 sacerdotes religiosos, 1 017 religiosas e 278 religiosos. Da arquidiocese dependem quatro dioceses sufragâneas: Lugo, Mondoñedo-Ferrol, Ourense e Tui-Vigo. O titular em 2024 é Julián Barrio Barrio.
Durante a Idade Média o arcebispo de Santiago de Compostela, por privilégio concedido pela monarquia, exercia jurisdição senhorial sobre a Terra de Santiago.

## História
A diocese de Iria Flávia foi fundada no século VI, segundo documentos do Primeiro Concílio de Braga em 561. Foi originalmente sufragânea da Arquidiocese de Braga. Em 829, o bispo Teodomiro descobriu a tumba de Santiago Maior, que se tornou um dos principais locais de peregrinação da Europa medieval. A peregrinação permitia a circulação de ideias: a partir de Santiago foi provavelmente criada a oração salve-rainha, pelo bispo Pedro de Mezonzo por volta do ano 1000.
Em 5 de dezembro de 1095 o papa Urbano II pela bula papal Veterum sinodalia atribuía à antiga diocese de Iria Flávia uma nova sé e um novo nome, diocese de Santiago de Compostela. Ao mesmo tempo, concedeu à diocese uma isenção da jurisdição da arquidiocese metropolitana, tornando-a imediatamente sujeita à Sé Apostólica. Em 27 de fevereiro de 1120 o papa Calisto II, pela bula Omnipotentis dispositione elevou a diocese à categoria de arquidiocese metropolitana.
Em 5 de março de 1525 foi estabelecido pela bula papal de Clemente VII a criação da Universidade de Santiago de Compostela, que surgiu a partir da escola da catedral, que durante toda a Idade Média possuíra mestres famosos. Por muitos anos (até ao século XIX), a universidade lecionou um curso de teologia e formou os presbíteros no lugar de um seminário diocesano, que foi erguido apenas em 1829. Com dificuldades na segunda metade desse século, ao seminário foi concedido o direito de conceder graus, até que em 1932 foi reduzida à categoria de mero seminário diocesano. Finalmente, em 1981, ele obteve o status do Instituto Seminário Teológico, associado à Universidade de Salamanca com direito de conceder o bacharelado em teologia.

## Prelados

### Séculos XX e XXI
|                   | Nome                                         | Período    | Notas                      |
| Arcebispos        | Arcebispos                                   | Arcebispos | Arcebispos                 |
| ----------------- | -------------------------------------------- | ---------- | -------------------------- |
|                   | Francisco José Prieto Fernández              | 2023-atual |                            |
|                   | Julián Barrio Barrio                         | 1996–2023  | Arcebispo emérito          |
|                   | Antonio María Rouco Varela                   | 1984-1994  | Nomeado Arcebispo de Madri |
|                   | Ángel Suquía Goicoechea                      | 1973-1983  | Nomeado Arcebispo de Madri |
|                   | Fernando Quiroga y Palacios                  | 1949-1971  |                            |
|                   | Carmelo Ballester Nieto, C.M.                | 1948-1949  |                            |
|                   | Tomás Muñiz Pablos                           | 1935-1948  |                            |
|                   | Zacarías Martínez Núñez, O.S.A.              | 1928-1933  |                            |
|                   | Julián de Diego y García Alcolea             | 1925-1927  |                            |
|                   | Manuel Lago González                         | 1924-1925  |                            |
|                   | José María Martín de Herrera y de la Iglesia | 1889-1922  |                            |
| Bispos auxiliares |                                              |            |                            |
|                   | Francisco José Prieto Fernández              | 2021-2023  | Elevado a arcebispo        |
|                   | Jesús Fernández González                     | 2013-2020  | Nomeado Bispo de Astorga   |
|                   | Luis Quinteiro Fiuza                         | 1999-2002  | Nomeado Bispo de Ourense   |
|                   | Julián Barrio Barrio                         | 1992-1996  | Elevado a arcebispo        |
|                   | Ricardo Blázquez Pérez                       | 1988-1992  | Nomeado Bispo de Palência  |
|                   | Antonio María Rouco Varela                   | 1976-1984  | Elevado a arcebispo        |
|                   | José Cerviño Cerviño                         | 1968-1976  | Nomeado Bispo de Tui-Vigo  |
|                   | Miguel Nóvoa Fuente                          | 1956-1966  |                            |
|                   | José Souto Vizoso                            | 1945-1949  | Nomeado Bispo de Palência  |
|                   | Justo Rivas Fernández                        | 1922-1924  | Nomeado Bispo de Plasencia |
|                   | Ramiro Fernández Valbuena                    | 1911-1922  |                            |
|                   | Severo Araújo y Silva                        | 1906-1910  |                            |